# Vas a iluminar la casa
«Vas a iluminar la casa» es una canción compuesta por el músico argentino Luis Alberto Spinetta e interpretado por la banda Spinetta Jade, que integra el álbum Bajo Belgrano de 1983, tercer álbum de la banda, ubicado en la posición nº 69 de la lista de los 100 mejores discos del rock argentino por la revista Rolling Stone.
En este álbum Spinetta Jade formaba con Spinetta (voz y guitarra), Leo Sujatovich (teclados), Pomo Lorenzo (batería) y César Franov (bajo). En este tema participa en percusión el exshaker Osvaldo Fattoruso.

## La canción
"Vas a iluminar la casa" es el segundo primer track (segundo del Lado A del disco de vinilo original). Es un tema pop, rápido, que comienza con un riff bajo. Este tema es uno de los tres del álbum que incluye la percusión del uruguayo y exshaker Osvaldo Fatorusso, uno de los precursores del rock latino, dándole un ritmo candombero a la canción.
La letra juega con sentimientos contradictorios, tristeza y felicidad, claridad y neblina.

Por tus ojos

sólo veo cosas

que ya no son verdes

ni son rosa.

La canción se refiere al Río de la Plata («sentí la dulzura del ancho río»), una importante presencia en el barrio Bajo Belgrano, barrio de nacimiento y crianza de Spinetta que da título al álbum. La letra habla también de «casas marcadas», una expresión que había titulado la última canción del álbum solista de Spinetta, Kamikaze, lanzado el año anterior.  